# Вілючинськ
Вілючинськ — місто-порт в Росії в Камчатському краї, що має статус ЗАТО.
Повне найменування — Вілючинський міський округ закрите адміністративно-територіальне утворення місто Вілючинськ Камчатського краю.
Розташований на берегах бухти Крашеніннікова Авачинської губи, за 25 км на південний захід від м Петропавловська-Камчатського та за 26 км південніше аеропорту Єлізово.
Населення — 21 834 чол. (2023). Велика частина населення — військовослужбовці та члени їх сімей.

## Історія
Місто Вілючинськ було створене 16 жовтня 1968 року Указом Президії Верховної Ради РРФСР шляхом злиття робітничих селищ Рибачий (база атомних підводних човнів), Приморський (берегові частини забезпечення Тихоокеанського флоту) і Сельдева (судноремонтний завод Військово-Морського флоту). Назву отримав від імені сусіднього вулкану — Вілючинського. Власне селища отримали статус мікрорайонів.
У серпні 1938 року в Тар'їнській бухті Авачинської губи була створена база дизельних підводних човнів. Саме з цього часу майбутній Вілючинськ став містом підводників.
У 1959 році за особистим рішенням М. С. Хрущова в Радянському була утворена 4-а Тихоокеанська океанографічна експедиція , що дала потужний поштовх розвитку міста. В 1963 році з'явилася ТОГЕ-5.
З кінця 1959 року стала розвиватися судноремонтна промисловість, а за кілька років в бухти Крашеніннікова влаштувалися атомні підводні човни Тихоокеанського флоту. У 1959-60 рр. у Рибальському була розміщена військова частина морських льотчиків-протичовників, створені військові частини № 26942, 31268 і 63878.

## Клімат і природа
Клімат міста помірний, з рисами морського і мусонного клімату, близький до клімату Петропавловська-Камчатського. Взимку зазвичай на 1-2 градуси холодніше, а влітку на кілька градусів тепліше, ніж в крайовому центрі. Як і в Петропавловську-Камчатському, трапляються рясні опади у вигляді дощу або снігу. Особливо часто це трапляється в жовтні і в березні, коли за кілька днів може випасти майже місячна норма опадів. Природа міста представлена великими лісами, гірськими масивами, акваторією бухти Крашеніннікова.